# سابرینا فن در اسلوت
سابرینا فن در اسلوت (هلندی: Sabrina van der Sloot؛ زادهٔ ۱۶ مارس ۱۹۹۱) بازیکن زن واترپلو اهل هلند است.